# Hongyan
Hongyan est la marque commerciale de la société constituée entre les groupes italien FIAT IVECO et chinois SAIC Motor Corporation pour la fabrication en Chine de la gamme lourde des camions Iveco. 
Créée le 18 septembre 2006, cette coentreprise scelle la coopération entre les deux groupes et permet à Iveco de renforcer encore sa présence en Asie après le récent développement de sa filiale chinoise NAVECO, spécialisée dans la gamme légère et moyen tonnage.
La création de cette société a été rendue possible grâce à la possibilité offerte aux sociétés étrangères d'acquérir des sociétés chinoises en dépassant l'ancienne barre des 50 %. Ainsi, Iveco filiale du groupe Fiat S.p.A. et Saic Motor Corporation, un des plus grands groupes automobiles chinois ont pu créer la société SAIC-IVECO Commercial Vehicle Investment Company qui a racheté le constructeur de poids lourds chinois Chongqing Aongyan Automotive. La nouvelle marque se nommera Hongyan.
La nouvelle usine aux standards Iveco construite pour les nouvelles productions a vu sortir le nouveau camion lourd, le Genlyon le 20 mars 2009. Les activités industrielles de la marque sont l'assemblage de véhicules lourds Iveco et de la gamme Chongqing avec l'apport des technologies Iveco. La capacité de production dépasse 50 000 véhicules par an. 
Un autre accord a été passé entre les deux groupes, celui-ci concerne la fabrication de moteurs de dernière génération pour poids lourds moyens et lourds le 24 juillet 2006, entre IVECO, Fiat Powertrain Technologies et SAIC Motor Corporation. L'accord prévoit un plan industriel pour la fabrication des trois familles de moteurs Iveco : F5, NEF (4 et 6 cylindres) et Cursor 9. 
SAIC-IVECO est une composante de Fiat Chine.

## Gamme du constructeur
- Hongyan Genlyon